# ファンタシースターユニバースの登場人物一覧
ファンタシースターユニバースの登場人物一覧（ファンタシースターユニバースのとうじょうじんぶついちらん）では、セガのMORPG『ファンタシースターユニバース』およびファンタシースターポータブル2 インフィニティまでに登場する架空の人物を列挙する。
作品名は以下のように表記する。
- ファンタシースターユニバース→PSU、「エピソード1」「エピソード2」「エピソード3」
- ファンタシースターユニバース アークガルドの幻影→『アークガルドの幻影』
- ファンタシースターポータブル→『ポータブル』
- ファンタシースターポータブル2→『ポータブル2』
- ファンタシースターポータブル2 インフィニティ→『インフィニティ』

## 種族
物語の舞台となるグラール太陽系には以下の5つの種族が存在する。
ヒューマン
グラール太陽系において最も栄えている種族であり、すべての種族の根源。
身体能力、知能、寿命などのあらゆる能力が地球上の人類と大差なく、あらゆる職業に対し高い適性を持つ万能型の種族。
突出した部分がなく平均的な能力を持っているが、『ポータブル2』以降は全体的な防御面に特化し初心者プレイヤー向けに位置づけられた。
全種族の根源であるとともに、グラールの災いの根元でもある。
そのため多くのゲームにあるような人間種のポジションとは異なりその種族属性は「闇」とされ、『ポータブル2』以降に追加された特殊能力ミラージュブラストも闇属性のものがヒューマン専用となっている。
PSUではエピソード1-3通して独善的で差別的（とくに奴隷種であるキャストやビーストを創造した過去設定がらみ）の面が強調されており、彼らに反旗を翻され、人口は多いものの地位では底辺となった因果応報が描かれる。
ニューマン
ヒューマンが自らの優位性を示すために生み出した種族。現在は惑星ニューデイズに移住し、同惑星の主権を握る。
精神に関わる要素を飛躍的に高めた結果、神経の反応速度や記憶力、思考力はヒューマンの数倍の能力を持つが、その反面に身体能力がヒューマンの半分以下となっている。
ゲーム上では「テクニックを用いる戦闘タイプが若干強化され命中/回避力・PP性能も高い」が、「攻撃力やHP&防御力に乏しく他種族より打たれ弱い」として表現される。
また『ポータブル2』以降に追加された特殊能力ミラージュブラストはほぼヒューマンと共通しているが、ニューマン専用の種類として光属性のものがある。
キャスト
機械の体で構成された、PSOにおける「アンドロイド」のような種族。惑星パルムに多く居住する。
ヒューマンに使役される目的で創られたものの、意思を持つキャストの登場によって基本的人権による問題が発生し、独立闘争の歴史の果て、惑星パルムにおいてキャストによるヒューマン社会の支配体制が確立した。
ゲーム上ではHPや攻撃力・命中力が高く、ハンター・レンジャー系のタイプが強化されるが、反対に法撃・精神力といったテクニック関連が極端に弱い。PP関連においては、最大値は低いが自然回復量には優れるため、単発消耗が小さい射撃武器との相性が良い。
キャストのみ、様々なSUVウェポンを呼び出す特殊能力を持つ他、服とは完全に区別されたパーツで外見を変化させる。
ビースト
動物的な特徴を持った外見の種族。惑星モトゥブにおいて、資源採掘での過酷な労働環境に適応するため遺伝子改良された種族であり、同惑星に数多く居住する。
より肉体的に研ぎ澄まされた種族で、高い身体能力と動物的な特殊能力を持ち、獣人化するナノブラストという特殊能力を持つ。
体力・攻撃力共に申し分ないが、命中力やテクニック・PPの扱いに難がある。ハンター系タイプが強化される。
デューマン
『インフィニティ』にのみ登場。
SEED事変の際に散布されたSEEDウィルス、その対策に投与されたSEEDワクチン、そしてヒューマンの肉体が作用しあって変異した新たな種族である。
肌色が生気を失ったように薄くなったほか、またオッドアイになるなどの片目の変異を隠すため、常に眼帯をつけるようになっている。
攻撃力・法撃力共にヒューマンを上回り、どの職業でも高い威力を発揮できるが、代償として全面的な耐久力とPP性能を失っており、ニューマン以上に打たれ弱く、攻撃継続力も欠落してしまっている。
SEEDの持つ能力に起因する、フォトンを纏い職業に応じた超能力的な攻撃に一時的に切り替えるインフィニティブラストがある。

## ア行
アーシュ・ミルズ
- 女性ヒューマン

アルフォート・タイラー
- 男性ビースト
- 29歳（エピソード1時）、32歳（インフィニティ時）
- 声：関俊彦

惑星モトゥブのローグスの四大勢力の一派「タイラー・ファミリー」のリーダー。宇宙海賊「タイラー一味」を率いて、他のローグス達から一目置かれる実力者。
宇宙船「ランディール号」の艦長。「裏切らず、むだに殺さず、貧しき者から奪わず」を信条とし、部下を自分の家族として大切にする。
エピソード1
物語前半でAフォトンリアクターを盗みマガシと闇取引をしようとするが、彼の裏切りによってAフォトン研究者拉致の犯人に仕立て上げられようとしたことから、報復のためにイーサン達に協力する。
ポータブル
モトゥブでのシャトル撃墜事件の犯人の調査にプレイヤーとレオに協力。プレイヤーとヴィヴィアンがHIVE2号に乗り込む時にも協力した。
エピソード2
ストーリー中一度救助のために駆けつけている。
エピソード3
SEED事変により完全に壊滅したモトゥブ通商連合とローグスを代行する、新生ローグスの首領になる。ライア曰く「偽悪が過ぎる」とのこと。
インフィニティ
新生ローグスの首領・ドン・タイラーとして、SEED事変により完全に壊滅したモトゥブ通商連合の再建を図っている。

イーサン・ウェーバー
- 男性ヒューマン
- 17歳（エピソード1時）、21歳（ポータブル2時）
- 声：関智一

エピソード1
主人公。ガーディアンズ嫌いの民間人だったが、タルカス同盟締結100周年記念式典のSEED襲来時にガーディアンズと協力し救助活動を行ったことでガーディアンズに理解を示し入隊することになる。
ポータブル
教団の裏を調査するためにニューデイズを訪れたプレイヤーにカレンともに同行。
アークガルドの幻影
イルミナスから接触され、アジトへ赴く。そこで、父オルソンがイルミナスに捕らえられている様を見せられ総裁を暗殺するよう脅される。
エピソード2
総督暗殺未遂容疑で指名手配を受け、姿を消す。その後ローグスと手を組み、幾度と無くプレイヤーとライアらガーディアンズの前に姿を現す。服装が白中心のジャケットから黒のコートに変わっており、ローグスと思わせる雰囲気を見せる。イルミナスに寝返ったと疑われていたが、実はカレンのための工作活動の傍ら、オルソンの行方を追っていた。
エピソード3
ガーディアンズと行動を共にし、カレンの手助けやオルソンの行方を追う。イルミナス本拠地の件を経てガーディアンズに復職する。しかし無茶な行動を繰り返していたため、テクニックでも完治させられないほどの傷を負ってしまっている。
ポータブル2
敵の本拠地に乗り込んでいくプレイヤー達を、ライア、カーツ、カレンと共に見守りながら一言だけ言葉を発している。
トゥルーエンドでのみエピローグのムービー内にも登場。サイドストーリーでのみ、回想としてプレイヤーとの関わりが語られる。
インフィニティ
サイドストーリーにて、カレン・ヒューガとのトリオを3年ぶりに再結成し、プレイヤーと共闘する。

イズマ・ルツ
- 男性ニューマン
- 28歳（エピソード1時）
- 声：速水奨

グラール教団の星霊主長として、配下の4人の星霊主取りまとめる他、巫女の側近としても活躍している。
穏やかな口調ではあるが、教団第一のその姿勢は排他的な側面もあり、ときにプレイヤーから見れば敵対的とも取れる。しかし、あくまで彼は教団のために行動しているに過ぎない。
エピソード1

ポータブル
ミズラキ保護区に向かったプレイヤー達を発見、追っ手を差し向ける。
エピソード2
物語の中でニューデイズ、殊更グラール教団絡みのストーリーで登場する。何かを隠しているようなそぶりが随所で見られる。
エピソード3
他種族、異教徒を見下している節があり、プレイヤーすら異端の者とみなし排除しようとするも返り討ちに合う。
その後カレンに諭され考えを改め、ガーディアンズに協力し、LSSの基礎技術の提供をした。
ポータブル2
星霊惑星の賽銭箱でご祝儀をくれる際に登場。

ヴィヴィアン
- 女性キャスト
- 2ヶ月（ポータブル時）、3歳（ポータブル2時）
- 声：豊口めぐみ

GRM社の開発した次期汎用型キャスト。従来のキャストを遥かに凌駕する処理能力の高さと、豊かな感情表現を持つ。『ファンタシースターユニバース イルミナスの野望』で、PSP版発売記念連動ミッションとして配信された「イノセント・ガール」にて登場。（エピソード2,3での）PSUプレイヤーがヴィヴィアンのパートナーとなり、シミュレーターを通じての戦闘訓練と、その中でのコミュニケーションにより、キャストでありながらより人間らしさを養うための教育を行う。
このミッションを繰り返すことにより、ヴィヴィアンの人格が徐々に形成される。ヴィヴィアンの性格はミッション中の会話の選択肢により変化し、最終的には「母性的」か「信頼」のどちらかとなる。最初はかたこと（文字もカタカナ）の会話しかできなかったヴィヴィアンだが、徐々に言葉も流暢で感情がこもるようになり、最終的にはヴィヴィアンの質問に対するプレイヤーの回答に対して、「ボケ」のような回答を選択した場合に「ノリツッコミ」での受け答えをするようにもなる。
訓練を通じて、ヴィヴィアンにとってPSUプレイヤーは特別な存在となるが、訓練終了後、「基礎訓練を終えた段階で特定の誰かを特別視すること」は問題があるとして、その記憶は完全に消去される（ポータブルシリーズで登場するヴィヴィアンはこの記憶消去後の状態のもの）。
記憶消去前、ヴィヴィアンはいつかそのことを思い出す「奇跡」を起こすと誓うが、プレイヤー（エピソード2,3）はアル博士に「教育課程終了後のヴィヴィアンと会っても知らぬ存ぜぬで通すように」と釘を刺される。
ポータブル
試験運用のためガーディアンズに入隊。ポータブルでのプレイヤーと共にガーディアンズの任務をこなしていく。ストーリー終盤で唯一、パートナーカードのメッセージが2回目の更新をされる。
正体はイルミナスがGRM社を通じて送り込んだスパイで、ヘルガの人格を移植したコピーキャスト。ヴィヴィアンが収集したデータは、本人も気付かないうちにヘルガに送信するようになっていた。
当初はヘルガの人格の影響から他のキャストやビースト・ニューマンを偏見の目で見ていたが、プレイヤーやガーディアンズのメンバーとの交流を通じてそれらの偏見を払拭していき、オリジナルとは異なる自我を構築していく。
終盤ではヘルガに連れ戻され、ヘルガに操られてプレイヤーと戦う。
バッドエンドルート
ダルク・ファキスとなる。
ノーマルエンド、グッドエンドルート
そのままの姿での戦闘となる。戦闘後、コントロール中枢を自己破壊し、自らをヘルガの支配から解放する。その後はプレイヤーと共に、オリジナルに戦いを挑んでいく。
バッドエンドルート、ノーマルエンドルート
解放されかけたSEEDを再び封印するために自らを犠牲にする。
グッドエンドルート
キャストの限界をはるかに超えたフォトンの力でヘルガとSEEDを封印し、その後はプレイヤーと共にガーディアンズを除隊して、独自の手段でイルミナスと戦っていくことになる。
エピソード3
特定のルートでのみ登場。パーソナルハッキングにより、戦闘タイプのルウの体を借りた状態で登場する。前述の「イノセント・ガール」後、PSUプレイヤーの記憶は消去されていたが、ルウが捕らえられたルミアを助けるためヴィヴィアンに体を貸し、同時に訓練後に消去された記憶のバックアップを解放したためにそれまでの記憶を取り戻し、最終決戦ではPSUプレイヤーに加勢する。
その後、別れを惜しみつつ再び記憶のバックアップをルウに返し、プレイヤーの前から去る。その台詞から、PSUプレイヤーに対していまだ強い想いを抱いていることがうかがえる。
ポータブル2
エクストラシナリオに登場する。カーシュ族と交流があり、ユートから「白い旅人」と呼ばれて慕われている。
SEED事変のころ、自分が手に入れたイルミナスの情報をガーディアンズにリークしていたことが明らかになる。
ポータブルのグッドエンド後は、（ポータブルでの）プレイヤーと共に行動することとなっていたが、ポータブル2では「今は別の道を歩んでいる」として別行動をとっている。理由は不明。
様子から「ある人物」を捜して旅をしているように見える。ポータブル1のデータを引き継いだ上でプレイすると、該当シナリオに若干変化があり、（ポータブル2の）プレイヤーが自分の捜している人物ではないかと気付く節が見られるが、ヴィヴィアンの記憶が完全でないこともあってか、その場では確信に至っていない。
その後インフィニティで追加配信された「グラールヒーローズ」にて、ポータブル2のプレイヤーこそが自分の捜していた人物だと確信し、これから共に行動することを願うシナリオが追加された。

ウルスラ・ローラン
- 女性ニューマン
- 32歳（ポータブル2時）
- 声：田中敦子

スカイクラッド社の第六支社であるクラッド6の艦長であり、リトルウィングの社長。有名ファッションデザイナーを兼任している。
様々な分野にて突出した才能を誇る、才色兼備を体現した人物。ただしあまり他人に自分の真意を明らかにしようとせず、また無茶な要求をすることもしばしば。チェルシー曰く、男運が悪いらしい。
かつての同盟軍の一員で、高い戦闘能力も持つが、感情を押し殺すことに慣れてしまっている。クラウチやチェルシーとは同盟軍時代からの付き合い。
ポータブル2
クラッド6の侵入者を撃退した後、職務怠慢のクラウチの監視を兼ねてクラッド6から指揮を執るようになる。
最終決戦時に上層部の許可なしにクラッド6のトランスフォーメーションを使用したことを理由とし、決戦後にスカイクラッドを自ら辞職。その後はクラウチと結婚した。

エミリア・パーシバル
- 女性ヒューマン
- 16歳（ポータブル2・インフィニティ時。ただし元々孤児のため戸籍上の年齢）
- 声：斎藤千和

天真爛漫な性格で非常に高い知能を持つ。
ガーディアンズの英才教育を受けて成長し、総合研究部で多彩な分野の研究を行っていた(ルウの基礎設計にも携わっていた。またエミリアを生体コアとした「テンマ計画」もあったが凍結している）。だが調査隊と共にリュクロス内部に潜入した際、SEEDフォームに襲われて部隊の全員が死亡。エミリアも致命傷を負うが、レリクスに記録されていたミカにより一命は取り留めて脱出する。
その後は記憶喪失となり、チェルシーも身を置いていた店の女将に保護、その後未成年養育資格を持つクラウチがツケとして引き取り、以降は民間軍事会社「リトルウィング」に所属する。
ポータブル2
ニート同然だったためクラウチに海底レリクスに無理矢理連れてこられた。
レリクスが起動して閉じ込められた際にポータブル2プレイヤーと知り合い、プレイヤーがリトルウィングに入社したことでクラウチの命令により正式にパートナータッグを組み、共に行動することになる。
最初は誰も自分を受け入れないと思っていたが、プレイヤーがレリクスに関する自分の推論を否定しなかったことなどをきっかけに周囲との人間関係が徐々に改善されていき、最終的には家族と呼べる仲間達を得る。
亜空間をめぐる戦いの中でガーディアンズと接触した際に記憶が蘇る。当時のガーディアンズにおける扱いは真っ当なものではなかったらしく（SEEDフォームの襲撃で「そいつはただの部品だ」と真っ先に見捨てられた挙句に命を落としてしまう）、そのため記憶を失ってからは無意識下でガーディアンズに対する不信感を抱いていたが、現在は払拭してガーディアンズの面々とも良好な関係を築いている。
インフィニティ
カムハーンとの戦いから半年後の時点では正式な養子縁組はされていないが、色々な課程をすっ飛ばして博士号取得の話が出ている。ルミアとシズルとはなんだかんだ言い合いながらも良好な友人関係を築いている。

エムン・オークァ
- 女性ビースト

エンディ・フォッズ
- 男性ヒューマン

エンドラム・ハーネス
- 男性

同盟軍特務機関「エンドラム機関」の責任者。マガシによるAフォトン研究者拉致などの発覚により、太陽系同盟会議で解任される。その後の消息は不明である。
オーベル・ダルガン
- 男性ヒューマン
- 46歳（エピソード1時）
- 声：小杉十郎太

ガーディアンズ第17代総裁。若いころはイーサンの父オルソン・ウェーバーとパートナーを組んでいた。
ライアの養父。
エピソード1
何かとイーサンに目をかけている。
ポータブル

アークガルドの幻影

エピソード2
切り離され惑星パルムに墜落していくガーディアンズコロニーの居住区内に残り、殉職した。

オルソン・ウェーバー
- 男性ヒューマン
- 声::青野武

イーサンとルミアの父親。故人とされていたが、イルミナスを追い消息を絶っている身だった。
元々はヒューマン原理主義者として「アークガルド」を名乗ってイルミナスに所属していたが、暗殺任務でガーディアンズに潜入した際にオーベル・ダルガンと出会い改心。イルミナスとハウザーの野望を打ち砕くため、再び行方をくらませる。
アークガルドの幻影
イルミナスの秘密基地にて囚われていることが発覚。
イーサンを脅迫する材料としてイルミナスに利用される。
エピソード3
イルミナスの基地に囚われていた所をプレイヤーとルミアにより助け出される。その時は偽名として「オーベル」を名乗っていた。ハウザーとの戦いの際にルミアを庇い命を落とすことになるが、ある条件を満たすと生存し、リュクロスにて真実を語る。

## カ行
カール・フリードリヒ・ハウザー
- 男性ヒューマン
- 声：若本規夫

イルミナスの最高幹部でマガシのオリジナルの人物。
ポータブル
バッドエンディングのラストにて一瞬登場する。
アークガルドの幻影
イルミナス代表、ルドルフの片腕として登場する。アークガルドことオルソンの命を以ってイーサンを脅迫し、オーベルを暗殺させようとする。グラール全域テロおよびガーディアンズコロニー襲撃の際、自らガーディアンズ本部に赴いていた。
エピソード3
ルドルフを殺害、自らイルミナスの全てを掌握してガーディアンズの前に立ちはだかる。
ヒューマン原理主義思想は組織をまとめるための「建前」でしかなく、彼自身の目的はSEEDを用いてグラールの文明を滅ぼすことであった。
イルミナス基地の戦闘にて死亡したと思われていたが、リュクロスに姿を現して自分（展開によっては自分とルミアとヘルガ）を依り代にダークファルスを復活させるが、プレイヤー達に敗北してダークファルスと共に消滅する。
ポータブル2
特別編にて名前のみ登場する。

ガイーク・ポウパ
- 男性ビースト

エピソード1
ガイークの酒場のマスターにして伝説のローグス。かつてのオルソンを知っている。酒場そのものは友人の遺したもの。
ネットワークモード
ローグス時代のコネを使い、武器の交換事業を開始する。

カナル・トムレイン
- 男性ヒューマン
- 74歳（エピソード1時）
- 声：青野武

Aフォトンを研究している博士。かつてのメルヴォア・エクスプロージョンに関わりがある。
イルミナスに狙われているため、現在はガーディアンズの保護下にある。
関係者にドクター・ドーソン、コウ・タラギらがいる。
エピソード1-3通してのキーパーソン。
エピソード1
Aフォトン研究者誘拐犯の究明にて出会う。封印装置起動を行うなど重要な役割を果たす。
ポータブル
終盤にSEEDに関連した調査の結果を報告をしている。
エピソード2
ガーディアンズの保護下にあったがイルミナスのコロニー襲撃テロの混乱の最中に拉致される。拉致後はイルミナスから故郷であるパルムにテロを仕掛けると脅され、Aフォトンを利用した爆弾兵器「ガジェット」を完成させてしまう。
プレイヤー、ライア、イーサンの活躍により救出された後は、自責の念に苛まれGRMやイルミナスの悪事などを告発する。
エピソード3
リュクロスがグラールに出現した後、精力的に調査を行う。リュクロスを含んだ4惑星による合の時が近いことを知った後はSEEDの封印に全力を注ぐ。その行動には自分の罪に対する贖罪が込められており、時として自分を省みず無理をすることも。
博士の研究は封印装置に留まらずレリクス文明滅亡にまで及んでおり、古代の文献のみを頼りにリュクロスやSEEDの真実・核心にまで近づいていた。
第7章の最後にパルムの封印装置の再起動のためにSEEDフォームが密集している制御室に同盟軍の兵士一人（展開によっては兵士の代わりにルミアが同行）とともに突撃。再起動に成功するも、重傷を負い死亡する。

ガパラド・ラズ
- 男性ビースト

エピソード1

カムハーン
- 声：福山潤

旧文明人の頂点に立つ男で太陽王と呼ばれ、圧倒的な力で絶対的な支配体系を作りグラールを支配していた。当時は90人近くの妻と100人以上の子供がいたが、愛情などはなく名前を覚えているのはごくわずかだったという。ミカのことも名前を聞いてもすぐに思い出せなかったほど。
SEED襲来による環境汚染の影響を受けたことで、肉体を捨てて歪曲空間「マガハラ」に旧文明人たちの精神を隠す計画を試みる。そして新たな種族である「ヒューマン」を生み出し、彼らが今の汚染環境に耐性を持った頃に肉体を奪い、復活することを目的にしていた。
だが、ミカだけはその計画に反対。どうやっても屈服しなかったため、精神を壊せず先に殺してしまった。その際、その血肉を元に現在のヒューマン達を生み出したが、それらを「消え往く存在」と見下している。
当時の人々からは強い畏怖の念を抱かれており、SEEDという脅威の襲来を人々にカムハーン自身を打倒する絶好の機会だと認識させてしまうほどのものがあったとのことである。
ポータブル2
エピソード1における黒幕であり、ラストボス。亜空間に干渉するに至ったシズルの身体に入り込みその精神を制圧して活動を開始。現代グラール全体の人々の肉体を乗っ取り、旧文明を復活させる復活計画を成就させるべく暗躍する。
ただし彼が復活計画を成し遂げようとするのは旧文明そのもののためでは無く、かつて同様にグラールの全てを掌握せんという支配欲のみによる。
復活計画が動き出したのは現代グラール人による亜空間発生装置の実験が活発化した頃のことである。亜空間自体は星の数ほど存在するため、装置で発生させてもマガハラが出てくるとは限らないが、亜空間発生装置の副作用として「周囲にいる人間の記憶が具現化」する現象が起こっていた。
カムハーンは拉致したガーディアンズやリトルウィング社員、そしてエミリアの記憶から旧文明遺跡である「リュクロス」と「デネス・レリクス」を形成。記憶上の遺跡に眠っていた情報収集装置「レッドタブレット」から内部の情報を吸い出し、グラールとマガハラを接続させるための「鍵」を集めていた。
ストーリー終盤でミカとの一騎討ちの末彼女を拉致。最後の鍵であるミカそのものを手にしたことでついに亜空間マガハラの発生を成し遂げる。それと装置の副作用である「意識の具現化」を利用し、ミカの「死の意識」をグラール中に降り注がせ「仮死化現象」を起こし、旧文明人たちの入れ物として扱うためにグラールの人間たちの精神を仮死状態にしていった。
マガハラは徐々に規模を拡大していき、13時間後にはグラール全域を飲み込んでしまうほどになった。マガハラ内部に突入しようにも近づいただけで「仮死化現象」が起きてしまう。刻々と迫るタイムリミットの中、残された人々は諦めず手を取り合うことに。
多くの人々が見守る中、エミリアとインヘルト社の技術によって生み出され、世界中の人々の「生の意識」を結集させた「アライブ」とウルスラとチェルシーによって起動したクラッド6の戦闘形態「バトルフォーム」を組み合わせ、「アライブ砲」によって「死の意識」を上書きしてマガハラへの道を斬り開くことに成功。プレイヤー・エミリア・ユート・クラウチの4人がマガハラ内部へと突入。
マガハラ内部、シズルの記憶から生み出された城郭の最上階――天守閣にて、ついに両者は相打つ。激戦の末カムハーンの力が弱ったことで、シズルが自力で彼を追い出すことに成功する（ただしバッドエンドの場合、シズルは自害してしまう）。肉体を失ったカムハーンは古代人達の集合意識が眠る無限歪曲空間へ逃げ込み、旧文明人たちを部品にすることで怪物の肉体を形成。最初はカムハーンの力である暗黒の波動を放つ「オルガ・スピリトゥス」となり、それが敗れると太陽王の名にふさわしい極光の力を振りかざす巨人「オルガ・アンゲルス」の姿となる。
亜空間制御によって旧文明人の精神力を犠牲にしながら無限に近い再生能力を誇っていたカムハーンだったが、マガハラに取り込まれながらもかろうじて意識を保っていたミカの妨害を受け亜空間の制御を失ってしまう。そしてプレイヤー、エミリアとユート、そしてシズルに「オルガ・アンゲルス」の肉体を破壊され敗北。歪曲空間の深淵へと叩き落され跡形もなく消え去った。
インフィニティ
登場はしないが、ミカだけでなく彼女の弟であるワイナールにも敵視されていた模様。「あんな奴と一緒にしないで欲しい」「旧文明人復活なんて馬鹿なことを」と言われている。なお、ミカは「いつも自分しか信じられなかった。だから家族の大切さを知らない」とカムハーンに同情らしきものを垣間見せていたようである。

カラム・ライム
- 男性ヒューマン
- 7歳（エピソード1時）
- 声：松元恵

コルトバを飼育する「グリングリンファーム」の一人息子。両親には先立たれており、ノルフェと二人暮しをしている。
キャストは心を持たない、とノルフェのことを嫌っているが、のちに和解し、親のように慕うようになる。

ガルモ・ヴェーグ
- 男性キャスト

エピソード1
グラール教団員。

カレン・エラ
- 女性ニューマン
- 17歳（エピソード1時）、21歳（ポータブル2時）
- 声：田中理恵

ミレイの双子の姉。(本名はクユウ・ミクナ)
エピソード1
ヒロイン的存在。
ガーディアンズ訓練校を卒業したイーサンの指導教官。ニューマンでありながらテクニックを使えないらしく、それをコンプレックスに抱えている。
実はミレイの双子の姉であることが発覚。亡くなったミレイの代わりとして幻視の巫女になる。このころからテクニックが使えるようになる。
ポータブル
残留SEED対策での協力を渋るルツを動かすため、ガーディアンズに教団の研究施設の情報をリークする。
エピソード2
物語の中で何度か巫女として登場。第一章で見かねたイーサンによってグラール教団から連れ出されていたところで出会う。
エピソード3
特殊なキノコを集めるためにハピラオ禁止区に赴き、成り行きでイーサン（+プレイヤーキャラ）と共に行動する。
展開次第ではエンディングでリュクロスでの作戦後に幻視の巫女を辞任したことが判明する。
ポータブル2
グラールの人々にカムハーン打倒のため協力するよう演説をする。クリア後のエクストラミッションで同行する。
インフィニティ
大星霊祭で3年ぶりにイーサン、ヒューガとのトリオが結成される。

キトフ・ミルズ
- 男性ヒューマン

エピソード1
ガーディアンズニューデイズ支部事務局長。妻子持ちでありながら受付嬢のシヌヌと不倫をしている。

キニアン・トープ
- 男性ニューマン

エピソード1
グラール教団の警護士。
奇妙な歌を口ずさんでいる所を目撃され、巫女様ファンクラブ会員であることが露見。最終的には開き直り、一線は守るものの人目を気にせず街中で歌を口ずさむようになる。

キュリオ・メドク
- 男性ビースト

エピソード1

クノー・オーガスト
- 女性ヒューマン
- 声：沢城みゆき

民間軍事会社「リトルウィング」に所属する女性。
リュクロスでの戦いを経験した元ガーディアンで、エミリアの過去が判明する以前からそれを知る人物。かつてエミリアを鍛えようとしたが、1日でギブアップされたらしい。
インフィニティ
クラッド6内部のリゾート地区に発生した原生生物を鎮圧するため、プレイヤー（ポータブル2）とナギサに同行する。

クミル・ゴーデス
- 女性ヒューマン

エピソード1

クラウチ・ミュラー
- 男性ビースト
- 34歳（ポータブル2時）
- 声：藤原啓治

民間軍事会社「リトルウィング」の代表。エミリアの保護責任者でもある。ウルスラとは同盟軍に所属していたころは恋人同士だった。
ポータブル2
かつては腕利きの刑事であったが、刑事をやめてからは「飲む・打つ・買う」と三拍子揃ったダメ親父ぶりを見せている。
「リトルウィング」の代表になっても生活態度は変わらず、借金で首が回らない状態であった。
定職に付かないエミリアに仕事をしろと説教することが多いが、当のクラウチ自身が仕事をサボっているので全く説得力が無く、酒に酔った弾みで無神経な行動を取ることもしばしばであった。
一方で人材確保には熱心に取り組んでおり、プレイヤー（ポータブル2）やバスク、リマ夫妻、後にはシリーズ屈指の悪役であるマガシすらも「リトルウィング」に引き込んだ。
自分が逮捕した犯罪者が起こした事件で妻子を失い、自暴自棄な生活を送っていたが、エミリアやプレイヤー（ポータブル2）との出会いで昔の自分を取り戻す。
最初はエミリアを邪魔者のように扱っていたが、亜空間を巡る戦いの中でエミリアに対し父としての愛を感じ、最終的にエミリアを正式な養子として籍に入れる。
また、ウルスラとの恋の炎が再び灯り、彼女がスカイクラッド社を退社した後に結婚している。

クランプ・マニエール
- 男性ヒューマン

ライア新総裁の側近。ライアの総裁就任に伴い、異動してきた。新しい仕事に慣れていないためか、ミスが目立つ。以前は経理の仕事をしていた。
エピソード3
不慣れな仕事ゆえにミスをしたりライアの勢いに押されてたじろいたりとパッとしない役回りだったが、ライアの指示でGRMの新社長に就任したヒューガの数字相手の仕事の手伝いとして派遣された。
ネーヴが脳の冷却中だったのを死んだと勘違いし、それをライアたちに伝えてしまい一騒動あった。

コウ・タラギ
- 男性ヒューマン
- 33歳（エピソード1時）
- 声：井上和彦

著名なAフォトン研究者の一人。マヤの元彼。デネス・レリクスの封印装置起動に協力。HIVEに拉致され、ヒトのSEED化の実験台にされる。

## サ行
シーナ
- 女性キャスト
- 声：能登麻美子（ポータブル時）

ガーディアンズパルム支部受付嬢。話し方が少しおかしい（「いらさーいませ」等）。
エピソード1

ポータブル

シズル・シュウ
- 男性ヒューマン
- 20歳（ポータブル2時）
- 声：福山潤

ポータブル2
インヘルト社の社長の息子で、亜空間装置の膨大な演算を一手に成し得る唯一の頭脳の持ち主。
亜空間理論の実験後、突如として人が変わったような傲慢になり不審な行動をするようになるが、その理由は亜空間に触れた時からその身体をカムハーンに乗っ取られたためである。
しかし完全に肉体を奪われたというわけではなく意識を押さえつけられていた状態に過ぎなかったのか、父親の前では本来の人格が戻っているような場面がある。
エミリアやプレイヤーたちに敗れた後は自らの意識を取り戻すが、その後どう動くかはこれまでの行動によって変化する。
インフィニティ
エミリアに引けを取らぬ演算能力を活かして研究に勤しむ。互いに天才として生まれたエミリアとは、なんだかんだで良好な友人関係を築いている。ただし彼女の過程をすっ飛ばして一気に結論を出す癖や、仕事の途中で抜け出すいい加減さには目くじらを立てている。

シヌヌ・フォリン
- 女性ニューマン

エピソード1
ガーディアンズニューデイズ支部受付嬢の一人。
ミルズ局長と不倫をしている。最終的に局長の推薦で本部に栄転となる。

ジャブツ・セクベル
- 男性キャスト

エピソード1

ジョンブ・リード
- 男性ビースト

エピソード1

スタンク・ギース
- 男性キャスト

エピソード1

エピソード2

スピール・フォンセ
- 女性キャスト

エピソード1

ソルエン・ハンプ
- 男性ヒューマン

エピソード1

エピソード2

## タ行
タームズ・マシュロー
- 男性

エピソード2
GRM生物研究所の所長。

タイル
- 男性

エピソード2
クグ砂漠の一角を仕切っているローグス。タイラーのアジトと勘違いしたライアたちに乗り込まれた。

ダークファルス
作品ごとに設定は違えどファンタシースターシリーズにおける禍の根源であり、ユニバースシリーズの各作品でも最終ボスかそれに次ぐ強敵としての名を冠する。
ユニバースではSEEDの神といえる存在で全てのSEEDの母体とされ、グラール太陽系の旧文明を滅亡に追いやり現在においてもグラールを危機に陥れた。
名前と姿形が非常に酷似しているボス敵に「ダルク・ファキス」がいるが、こちらはSEEDを生み出す存在の名称としてエンドラム機関が名づけた巨大な個体であり、またダーク・ファルスとは別物で、その劣化コピーといえる存在でもある。
エピソード1
ダークファルス自体は登場しないが、マガシがHIVE1号の動力炉と融合した事でダルク・ファキスへと変異。最期はイーサンに倒される。
エピソード3
リュクロス中枢部でハウザーが自身（展開によってはそれに加えてルミアとヘルガ、もしくはマガシ）を依り代にして復活させるが、プレイヤーに敗北してハウザーと共に消滅した。
歪曲空間を操る力を持っており、その力で独自の歪曲空間を形成してその中に逃げ込み、合の時による封印から逃れていたとのことである。
その後、リュクロス内のAフォトンリアクターに寄生して長い眠りについていたところをハウザーを始めとするイルミナスの部隊の手によって目覚め、彼らにSEEDの元となった自らの細胞を提供する。
ハウザーの話によれば真にSEEDの力を解放するにはダークファルスの復活が不可欠らしく、その力で旧文明を極限まで追いつめたと思われるがダークファルスの完全復活直前に全HIVEと9割以上のSEEDが封印され、ダークファルス自身も完全復活後に倒されてしまったため、SEEDの力が完全に解放されることはなかった。
このダークファルスが遺した記憶の空間「ファルス・メモリア」の存在は、ファンタシースターオンラインのダークファルスと同一の存在であるか記憶を共有している可能性を仄めかしている。
ポータブル
バッドエンドルートの場合、HIVE2号にてヘルガがヴィヴィアンをダルク・ファキスへと変異させる。
ポータブル2
ミカの回想に名前だけ登場。そしてマガハラでの決戦においてカムハーンがミカの記憶から最終形態を再現し、ラストダンジョンの中盤の相手として戦うことになる。
ナツメが提唱した「亜空間理論」は、ダーク・ファルスが発生させた歪曲空間によるパラメータをヒントにして編み出されたものであるようだ。
インフィニティ
本作におけるラスボスとして「ダークファルス・ディオス」が登場。ナギサが回収していた108個のかけらが「ダークファルス」そのものの欠片であった。
ナギサは自身に全てのかけらを集め、プレイヤーに自分を殺させることでダークファルスを滅ぼそうとしていた。バッドエンドルートの場合、ナギサは死んでしまうので戦うことはない。
最終的にワイナールが起動させた聖櫃クロウリィ内部にて全て集まることで実体を取り戻し、ファンタシースターオンラインでの姿形に近くなった「ダークファルス・ディオス」として復活。しかしワイナールの犠牲を得て復活したナギサとプレイヤー達に敗北し、戦いの舞台になった聖櫃クロウリィに閉じ込められて宇宙の果てへ放逐された。

チェルシー
- 女性キャスト
- 声：戸松遥

民間軍事会社「リトルウィング」の受付嬢。妙な口調をしているが仕事には真摯に取り組む働き者で、資格所得を趣味としている。
クラウチやウルスラとは同盟軍に所属していた頃からの知り合い。
ポータブル2
「リトルウィング」に入る前はキャバレーでホステスを勤めており、エミリアとは姉妹のように接してきた。
経営難でキャバレーが倒産すると、クラウチにスカウトされて入社した。
同盟軍のフルエン・カーツの教官だった過去を持ち、その頃の同盟軍内では「硝煙女帝（ガンメタルエンプレス）」と呼ばれ畏怖されていた。だが退役時にボディを現在のものに換装し、口調も意識的に変更したため、本人自ら明かさない限り同一人物と気付く者はまずいない。その頃の口調はクリア後のエクストラミッションで聞くことができる。
クリア後は、クラッド6にキャバレーを設け「リトルウィング」の受付嬢と掛け持ちしながら働いている。
トゥルーエンドの際、イーサンとレオとトニオが店に来ているのが見られる。

チャーリー・アル
- 男性

GRM社の次期汎用型キャストの開発プロジェクト責任者。
エピソード2/イノセント・ガール
プレイヤーにヴィヴィアンの教育を要請する。教育が進む中、イルミナスとの関わりが垣間見られることがある。
ポータブル
登場せず名前も出ないが、ストーリー後半のHIVEでキャリガインに変異していた研究員の姿が同じであることが指摘されている。

ドウギ・ミクナ
- 男性ニューマン
- 44歳（エピソード1時）
- 声：菅生隆之

グラール教団の幹部であり、星霊主の一人でミレイとカレンの父。実はカレンの力を徐々に奪っており、ミレイに与えていた。そのことをイーサン達につきとめられ、逆上した末に止めに入ったミレイを誤って殺害してしまう。捕まることを恐れ、アダーナ・デガーナを駆使しイーサンらに襲い掛かるが、返り討ちに遭い、ルツによって追放された。

ドクター・ドーソン
- 男性ヒューマン
- 46歳（エピソード1時）
- 声：大塚芳忠

考古学者でレリクスの研究を行っている。同盟軍に拉致されていたが、逃げ出しガーディアンズにレリクスの調査を依頼する。
レリクスからの脱出際、マガシに発見され、帰還を拒んだ末に体内に埋め込まれた装置により殺されてしまう。

ド・ボル
- 男性ビースト
- 18歳（エピソード1時）
- 声：田中英樹

「タイラー一味」の一人。ボル3兄弟の三男。太った体型で、福神のような福耳が特徴。見た目通りの怪力で、ナックル系の武器で戦う。
機械にも精通しているようで、ローグスに入団してからはマシナリーの製造も行っており、それらを自分の子どもと称するほど可愛がっている。
3兄弟の中では比較的ネガティブな発言が多く、そのせいか大切なことも漏らしてしまうこともしばしば。
エピソード1

ポータブル

アークガルドの幻影

エピソード2
三兄弟そろって何度か登場するが、ライアの気迫に押されて散々な目に合っている。
エピソード3
三兄弟そろって氷漬けになったりと散々なところは相変わらずだが、それなりに役に立っている様子。

トニオ・リマ
- 男性小ビースト
- 26歳（エピソード1時）、29歳（ポータブル2時）
- 声：朴璐美

ガーディアンズに所属するビースト。小ビーストなので、年齢に反して外見は子供のようである。モトゥブ育ちで気性が荒い。
エピソード1
もともとチンピラだったが、レオの影響を受け、ガーディアンズに入隊。
ポータブル
モトゥブ代表の捜索でプレイヤーに同行。
アークガルドの幻影
エピソード2

エピソード3

ポータブル2
ガーディアンズを除隊し、リマ姓になったリィナと夫婦で傭兵稼業をしている（除隊した理由はリィナがガーディアンズに入れなかったからとも、新しい制服を嫌ったからともいわれている）。
その後クラウチにスカウトされ夫婦共々リトルウィングに入社した。

## ナ行
ナギサ
- 女性デューマン
- 18歳
- 声：水樹奈々

グラールを放浪しているデューマンの少女。推進機構を搭載した身の丈ほどもある大剣「スティールハーツ」を軽々と扱う。
冷静な性格に見えるが一般常識が欠けており、時折とんでもないことを言い出す。またある節々毎に、頻繁に記憶を喪失してしまう事もあるという。
右目の瞳が赤色、左目の瞳が緑色のオッドアイ。通常は右目を眼帯で隠している。
プレイヤー用に用意された彼女の服装「ナギサ・レプカ」は、同社のゲーム『初音ミク -Project DIVA- extend』にも巡音ルカ用のモジュールとして登場している。そちらでは眼帯を外しオッドアイを再現したモジュールも存在する。
インフィニティ
旧文明人のワイナールの精神を宿し、グラール全域に散らばった108個の「黒い石の欠片」を探し集めている。
トゥルーエンド後、ハウザーと何らかの関係があることが示唆されるが、ナギサ自身が多くを語らないため詳細はぼかされている。
かつてのフルネームは「ナギサ・アーデルハイド・ハウザー」であり、カール・ハウザーの養子だったという。一説ではリコ・タイレルの転生者とも言われているが、定かではない。

ナツメ・シュウ
- 男性ヒューマン
- 声：中田譲治

亜空間研究を担う総合化学企業「インヘルト社」の社長。シズルの父親。亜空間理論を提唱した人物。
ノ・ボル
- 男性ヒューマン
- 21歳（エピソード1時）
- 声：三宅健太

「タイラー一味」の一人。ボル3兄弟の次男。オールバックの髪型に髭を蓄えた形相だが、これでも21歳。色黒で筋骨隆々な体型だが、得意分野は技術系。戦うときも銃器を扱う。
長男のヒル・ボル同様、ギャグ的要素の強いキャラクター。
エピソード1
SEED襲来の騒ぎの中、ルミアの財布を掏ったのがきっかけでイーサンと出会う。
ポータブル

アークガルドの幻影

エピソード2
ライアにのど輪を喰らうなど散々な目に合っている。
エピソード3
三人そろって氷漬けになるという憂き目にあっている。

## ハ行
バスク・ウギン
- 男性キャスト
- 声：中田譲治

ポータブル2
プレイヤーと同じくかつてはフリーの傭兵であったが、クラウチ・ミュラーの誘いにより民間軍事会社「リトルウィング」の一員となる。
教員の経験もあり、色々と不安定な状態にあるエミリアを気にかけている。
インフィニティ
トレーニングミッションの教官役となり、プレイヤーに対しても教鞭を執るようになった。

ハル
- 女性ヒューマン
- 19歳（エピソード1時）
- 声：松元恵

グラールチャンネル5の看板レポーターであり、作中番組「グラールチャンネルヘッドライン」のキャスターとして登場。ストーリーの進行をプレーヤーに分かりやすく伝えてくれる。
エピソード1
若干耳に突き刺さるような声なのでそれもあってか好みが分かれるらしい。
エピソード2
同盟軍に所属するキャスト達に嫌われているらしく、HIVE1号あるいは2号の別名に彼女の名前がそのまま使われていることが明らかになった。
エピソード3/ポータブル2
ストーリーの中で何度か彼女が登場する番組が放送される。

ヒースクリフ・フロウウェン
- 男性ヒューマン
- 声：若本規夫

『ファンタシースターオンライン』からのゲストで、グラールとは異なる星の住人。リコ・タイレルの師匠である。
インフィニティ
トゥルーエンドで出現するサイドストーリーおよび、マルチモード専用のとある高難度ミッションに登場する。

ピート(GHX-005)
- パートナーマシナリー
- 声：永田亮子

エピソード1
イーサンに支給されたパートナーマシナリー。
「ピート」とはイーサンが飼っていたペットから名付けた名前である（正式名称「GHX-005」）。
一部のGRM社製のマドゥーグのモデルになっている。

ピピ・ボル
- 女性ビースト

喧嘩腰で気の荒いビースト。「ボル」とはローグスとして有名な人物の名前であり、彼女はその名を名乗っている。「ボル三兄弟」との関係は無いが本人は彼らを嫌っている。
エピソード1
ダグオラシティにおり、たびたびイーサンに因縁を付けてくる。しかし、物怖じしないイーサンの態度により徐々に大人しくなっていく。
エピソード2
ダグオラシティでイーサンの行方を追うプレイヤー、ライアと話すシーンが見られる。
エピソード3
何故か旧ローゼノムシティの難民キャンプにいる。
難民生活の疲れとストレスのためかルミアにわざとぶつかり因縁をつけ、更には八つ当たりに走ったりほかの難民を焚き付けたりと、極限環境故とはいえ大人げない小物的な行動を見せる。
更に同盟軍のキャスト兵に対しても暴行を加えていたらしい。

ヒューガ・ライト
- 男性ヒューマン→男性デューマン（インフィニティ時）
- 17歳（エピソード1時）、21歳（インフィニティ時）
- 声：石田彰

ガーディアンズ訓練校でイーサンと同期、訓練校では剣の腕はイーサンに負けたことがない。普段は真面目だが、ナンパ癖がある。
実はGRM創業者の血縁であり、GRM絡みでは鋭い一面をみせる。
イーサンと同じで教官はカレン。また、グラール教信者。
エピソード1
研修生時代（ - 6章）と7章でイーサンと行動を共にし、エンドラム機関の暗躍を目の当たりにする。
後にイーサンの代わりにマヤと共にHIVEへ潜入するものの捕らわれてしまう。
ルミアとも顔見知りでガーディアンズ入隊やイーサンに関する相談を受けるなど少々振り回されている様子。
ポータブル
グリングリンファームからの依頼でパルムに赴いた際に残留SEEDと遭遇する。
シティのイベントではナンパを成功させたりイーサンと何気ない会話をする姿を確認することが出来る。
プレイヤーが女性の場合、プレイヤーもナンパしてくる。その際ヴィヴィアンがナンパのあしらい方を学習することになる。
エピソード2
「HIVE掃討作戦」にて行動を共にする。
前回HIVEに潜入した際にSEEDウイルスに感染しており入院することとなるが、GRMの工作により拉致される。
救出以後はGRMと同盟軍とSEEDの関係を調査していたが時折不審な面をみせる。
エピソード3
教団のLSS調査に同行するがSEEDの意思に操られておりSEED・ヴェナスに変異してLSSを破壊し失踪する。
同盟軍施設にてハウザーと共に現れ襲い掛かってくるがプレイヤーに倒されワクチンによりSEEDを克服する。
「フォトン採取作戦」にて現場に復帰し、カレンやイーサンと再会する。
合の時が近づく中で今の自分に出来るを考えた結果、ガーディアンズを引退しGRMの社長に就任。
GRMの資産で封印装置のジェネレータを購入、マヤと共にトランスミッターを開発するなどガーディアンズを全面的にサポートする。
なお、ルミアにはイーサンに「ナンパする癖があるから気をつけろ」と言われていたことを明かされ落ち込む一面も見せている。
インフィニティ
性格は変わらないが、SEEDワクチンの副作用が発現しデューマンに変貌した。ナンパの成功率の低下を嘆く。
正体不明の物質の調査をエミリアに依頼した際、ナギサと遭遇、対峙する。

ヒル・ボル
- 男性ニューマン
- 26歳（エピソード1時）
- 声：姫野惠二

「タイラー一味」の一人。ボル3兄弟の長男。テクニックを使い、攻撃の他に弟分の体力回復もこなす。
登場する際は専らギャグ担当。ハートを模ったようなアフロヘアが特徴で、様々なキャラクターからネタにされる。
エピソード1
初登場時はただのゴロツキであり、コロニー内でスリを働いたノ・ボルの後を追ったイーサンに因縁を付けるが、レオによって追い払われる。
その後、兄弟3人で「サクセス」するために、タイラー率いるタイラー一味へ入団する。
ポータブル
アークガルドの幻影

エピソード2
第一章から登場するが登場タイミングが早すぎたためか中ボス程度の扱い。ライアとプレイヤーに叩き潰され、さらにライアにちょっとした教育を受ける羽目となる。
それ以降も出てきてはライアに鉢合わせになって戦慄する羽目に。
エピソード3
鉱山で兄弟そろって氷漬けになっているところをプレイヤーとライア、ルミアによって救助される。
後半では「合の刻」に向けての準備のために兄弟そろって頑張っているがちょくちょくミスを犯す（あるミスを犯した際にはこれではプレイヤーやライア、タイラーに申し訳が立たないという発言をする）。
第八章では病気の母に自分たちのサクセスを見せたいということが弟によって明かされ、それを聞いたタイラーに成功の暁にはランディール号を譲ると言われてやる気を出した。
また、彼らとともにAct1をクリアすると、「事件解決後はランディール号で運送業を始め、その資金で「カジノ・ボルワイアル」を作る」という、ネットワークモードで実現されることとなる大きな夢を語る。

ファロイ・コイド
- 男性ニューマン

知能はビースト、身体能力はニューマンという惨劇的な能力の少年。
エピソード1

フィスル・ゴーデス
- 男性ヒューマン

エピソード1

ブナミ・シーゴル
- 女性ビースト

体力には自信があるが失敗の多いガーディアン。ライア・マルチネスやマヤ・シドウとは訓練校の同期。
エピソード1
失敗続きで機動警備部から常駐警備部に異動となっている。終盤で事務局に欠員が出たため事務に異動となる。
エピソード2
事務に異動となる前に警護部が人手不足となり警護部に残留となる。
相変わらずの失敗続きで過去を懐かしむうちに自分が気負い過ぎている事に気付き、調子を取り戻していく。
エピソード3
発言などは無いが「フォトン採取作戦」説明の際にマヤと会話をしている姿が確認できる。
ネットワークモード
パーティーミッション「彼女からの極秘任務」の依頼主として登場する。

ブルース・ボイド
- 男性ヒューマン
- 声：大塚芳忠

エピソード1
さすらいのガーディアン。いたる所に現れ、イーサンに物資の補給を行う。
ポータブル2
ダウンロード専用の交換ミッションに登場。
ネットワークモード
とある交換ミッションでは料理の腕を披露しようとするも当たり前のように焦がしてしまいネタにされた。その後のメンテナンスアップデートで料理の腕が飛躍的に向上したため「イルミナスに改造されたのでは？」とプレイヤー間のネタにされた逸話がある。

フルエン・カーツ
- 男性キャスト
- 27歳（エピソード1時）、30歳（ポータブル2・インフィニティ時）
- 声：咲野俊介

同盟軍所属。かつてはキャスト至上主義の思想に囚われていたが、現在は払拭。
エピソード1
同盟軍のSEED対策指令部直轄下「177遊撃隊」の小隊長で、階級は大尉。
典型的なキャスト至上主義者であったがイーサンたちとの交流により、その思想を払拭する。
おだてに弱く、マヤに色仕掛けで迫られてタジタジになる場面もあった。
ポータブル
プレイヤー（ポータブル）に至上主義や人種差別等は平和を阻害することにしかならないと説く。
エピソード2
「HIVE掃討作戦」に参加するが、SEEDウイルスに感染したために暴走。ガーディアンズコロニーにAフォトンリアクターを最大出力で稼働させた状態の戦艦で衝突し、コロニーに大量のSEEDフォームを呼び寄せてしまう。
エピソード3
少佐以上の階級を持つ同盟軍軍人が全滅したのか、暴走するマザーブレインが破壊された後の同盟軍の暫定司令官になったと思われる描写が数多く存在する。
同盟軍の統率を行っている「マザーブレイン」のことに関して「もしこのような母親なら私はお断りだ」と述懐している。
ポータブル2
同盟軍の総司令官となっている。自身の教導官だったチェルシーから人々の意識を束ねるために亜空間発生装置の必要性を知り、グラールを救うため人々に「生きたい」と強い意識を持たせるためにライアとともに演説を行う。
クリア後に出現するエクストラミッションでは、その際に同盟軍時代の口調に戻ったチェルシーに圧倒されるやりとりを見ることができる。
インフィニティ
デザインが一部変更されており、肩にウィングが装着されている。厳しい教導を受けながらも、チェルシーのことを慕っていたようで、同盟軍に戻ってくるよう申請している。リトルウィングでプレイヤーに初心的な技術を説明するためのクライアントオーダー依頼主として登場する。

ブルックン・キンロン
- 男性ビースト

エピソード1

プラフォ・カルエン
- 男性ヒューマン

エピソード1

プレイヤー（エピソード2,3）
PSUにおける、プレイヤーの分身。
キャラクタークリエイトにより作成されたプレイヤーキャラのため、そのキャラ自身が持ちうる設定に関してはプレイヤー個人それぞれに委ねられる。
PSUエピソード2,3では、イベントのムービーシーンでプレイヤーの姿や動きが映し出される。
PSUでのプレイヤーキャラクターのデータは『ポータブル』『ポータブル2』へ引き継ぐことが可能。この際、ポータブル側での登場人物のセリフが少しだけ変化するが、ポータブルのプレイヤーとは特に関連しない。
エピソード2/イノセント・ガール
「エピソード2,3」と同一人物。ガーディアンズ訓練学校の卒業直後に次期汎用型の試作1号機「ヴィヴィアン」の教育に立ち会う。
このミッションはPSP版発売記念の連動ミッションとして追加されたものであり、このミッションの時系列のみ、エピソード2より過去のものとなっている。
エピソード2
「エピソード2」の主人公であるが、物語の中心にいながら傍観者の立場に近い微妙な立場。
新人ガーディアンズとして教官であるライアと共にイルミナスの影を追い、ガーディアンズやグラールの存亡に関わっていくことになる。
なお、種族がキャストだといくつかのエピソードで他とは違う掛け合いが追加される。
エピソード3
エピソード2に直結する時系列のため、同一人物。
エピソード2の活躍でライアに並び貢献したガーディアンズとして、エース級の存在として名が知られる存在となっていた（ハウザーの口から直接「ガーディアンズのエース」と呼ばれている）。
成り行きによりルミアの指導役を任され、その後正式に指導教官ライセンスを与えられる。
封印装置起動の際にガーディアンズ機動警護部隊長に昇進するが、オルソンが生存していた場合、事態の収束後に隊長の座を彼に譲っている。
口調の都合などから基本的に選択肢以外で喋るシーンは与えられていないが、展開によっては「！？」等のようなもの限定だが吹き出しつきのセリフが出る。

プレイヤー(ポータブル)
『ポータブル』でのプレイヤーの分身。キャラクタークリエイトにより作成されたプレイヤーキャラのため、キャラの固有設定に関してはプレイヤー個人それぞれによる。
PSU（エピソード2,3）→『ポータブル』『ポータブル2』、また『ポータブル』→『ポータブル2』でプレイヤーキャラデータを引き継がせることが出来る。
その場合、一部登場人物の台詞が、プレイヤーと以前出会っていることをうかがわせる内容に変化する場合があるが、これはシリーズを通してプレイしたプレイヤーに対する制作側のファンサービスであり、厳密な設定上としてはそれぞれのゲームソフト毎に別人となっている模様。
ポータブル
ガーディアンズに所属する新人。ライア・マルチネスの下での研修を終了し、一人前となった直後の模様である。
GRM社の新型キャストであるヴィヴィアンをパートナーとし、ガーディアンズの任務をこなしていく。明確に無口とされる設定がある。
ポータブル2
元はフリーの傭兵で、海底レリクスでエミリア・パーシバルと出会う。そこでスタティリアの攻撃からエミリアを庇って致命傷を負うが、エミリアのもとに宿っていた旧文明人・ミカによって一命を取り留めている。
その後民間軍事会社「リトルウィング」にスカウトされてエミリアとともに活動を開始。短期間で1〜2を争う実力者として一目置かれ、稼ぎ頭の一人になる。
そして最終決戦時にどんなことがあってもエミリアを守るとミカと約束し、カムハーンに立ち向かった。
PSUや『ポータブル』に比べると主人公色が強く、比較的ストーリーに絡むようになった。ただし、各キャラの反応やストーリーの展開はキャスト以外の若い男性である事が前提とされている節があり、女性や壮年、キャストだとやや不自然になる描写が散見される。
インフィニティ
『ポータブル2』と同一人物。ミカが居なくなった後も旧文明人が視えるということで、同じ旧文明人のワイナール直々にナギサの護衛を依頼される。
どの種族、性別でも違和感のない内容に修正されており、エピソード2では必要に応じてキャラの反応が変化する。

プロル・シージュ
- 女性ニューマン

エピソード1
ニューデイズの合成屋にいる少女。父母からヒューマンよりニューマンの方が偉いと教育されている。
だがイーサンと交流を深める中で考えを変えていき、父母がイーサンを食事に招待したいと言うまでになった。

ヘルガ・ノイマン
- 女性ヒューマン
- 43歳（生きていれば）、23歳（外見年齢）
- 声：田中理恵

イルミナスの幹部であり、エンドラム機関の前身であるエンドラム・ハーネスの研究室の元最高責任者。
ポータブル
ガーディアンズ・コロニー内でテロを起こした際にプレイヤー（ポータブル）と遭遇し、それから幾度と敵対する。
公式記録では20年前に事故で死亡したことになっていたが、実際は何らかの方法で自我を保つことのできる高等なSEEDフォームに生まれ変わっており、当時と姿変わらぬ若さを保っている。
11歳でタルカスシティの工科大学を卒業後にエンドラム機関の前身となる組織に所属し、そこでヒューマン原理主義思想に触れ、ヒューマン以外の3つ種族を紛い物・道具・劣等種と呼ぶようになる。
物語の終盤でHIVE2号を用いて合の時に封印されたSEEDを解放しようするがプレイヤー（ポータブル）と自我を確立したヴィヴィアンとルウの三人に阻止される。
グッドエンドとノーマルエンドではヴィヴィアンによってSEED解放の為に自分が開けた時空のひずみに放り込まれて封印され、バッドエンドでは自分達がSEEDとHIVEを自在に扱えるようになったこととリュクロスの存在を告げて姿を消す。
アークガルドの幻影
マザーブレインをSEEDに感染させる。
彼女の複製体がハウザーと共にガーディアンズコロニーを襲撃し、イーサンをSEEDフォームにしようと戦いを挑むが敗北する。
エピソード3
出来損ないのマガシを始末するため行動していた際にプレイヤーと接触する。
複製を生み出し過ぎたせいで身体をSEEDに過剰に浸食され自我を失いかけている。
ハウザーの発言によるとかつてのオルソンと共にヒューマン原理主義を掲げてイルミナスに加わった同志だったらしい。最後はハウザーに用済みとして殺害されるか、彼と共にダークファルスの依り代になる。
自我が失われつつある中でもハウザーに対する敬愛は最後までそのまま残っていた。

ホループ・デンス
- 男性キャスト

イーサンの行く先々で出会う旅行者。
エピソード1
最終章にて総裁室直属管理局の管理官であり、イーサンを調査していたことを打ち明ける。
ネットワークモード
管理官として主に訓練用ミッションの配信・調整・記録（ガーディアンズキャッシュによる課金コンテンツの窓口）を担当。ブルース・ボイドを過剰に意識している模様。

## マ行
マイラ・クライン
- 女性ヒューマン

エピソード3
第一章に登場する少女。ローゼノム・シティで母親とはぐれていた所をルミアらに保護され、護衛対象として同行し、母親の元へ送り届けられた。

マクダ・ミリアン
- 男性ヒューマン

アークガルドの幻影

マザーブレイン
アークガルドの幻影
同盟軍の中核を担う生体コンピューター。
イルミナスと手を結びエンドラム機関を立ち上げていたが、マガシの暴走により決別。しかしその時にハウザーとヘルガによりSEEDウイルスを感染させられ自身も暴走してしまう。
エピソード3
SEEDウィルスに感染して暴走した結果、同盟軍に所属する大半のキャストも同様に暴走する惨事となった。そのためプレイヤー達の手で破壊され、影響下にあったキャスト達も機能を停止。
軍の根幹を数多くのキャストとともに失った同盟軍は半身不随状態に陥ることになる。
ポータブル2
エピソード3で破壊される日まで100年間も同盟軍総司令官の座にいた事が語られている。
また本作では、カムハーンが捕らえたキャスト達の記憶から再構成させることで再び戦うことになる。

マドリス・カーン
- 男性ヒューマン

元ガーディアンの同盟軍兵。
エピソード1

エピソード3
パルムの封印装置起動現場にてそれらしき人物が確認できる。

マナ
- 女性ビースト
- 声：斉藤梨絵

ガーディアンズモトゥブ支部受付嬢。独特の訛りがあり、日本語では関西弁として表現されている。
エピソード1

ポータブル
口調がタメ口であることにヴィヴィアンが憤慨していた。

マヤ・シドウ
- 女性ニューマン
- 24歳（エピソード1時）
- 声：斉藤梨絵

ガーディアンズの研究開発部の装備開発課に所属する研究員。
料理好きを自称するが味が絶望的なため彼女の前で料理の話は禁物（栄養バランスは完璧なため、味覚のないキャストには好評）。

エピソード1
カレンと古くから親交があり実姉同然に慕われている。またスタイル抜群で、その色気を武器に男性と様々な交渉をするシーンがよく見られる。
ポータブル
グラール教団の土地を調査する際にプレイヤーに同行する。
エピソード2
HIVE3号から帰還後に、遠まわしにライアを呼び出して以降何度か登場。
ヒューガが行方不明になった際には普段からは考えられないほど慌てており、臨時ダイヤのリニアトレインに単身乗り込むほど。
また、機械音痴な部分があり、操作ミスでリニアトレイン内部に積み荷として乗せられていた原生生物を逃がしたり、それを鎮圧するために搭載されていたガードマシナリーを100機も誤作動させてライアに怒られていた。
エピソード3
最初にライアを探しに行く際に同行する。
キノコ狩りの際はイーサンとカレンをデートさせるためにルミアと結託。プレイヤーに特に何も言わずに先に行ってしまい顰蹙を買った。
後日談となるあるミッションでも登場し、特殊なミッションの説明以外にもリュクロスでの決戦以降の主要キャラクターたちのその後を話してくれる。
ポータブル2
失踪したエミリアを捜索するためにルウと共にクラッド6を訪れる。

ミーナ
- 女性ヒューマン
- 声：永田亮子

ガーディアンズ本部受付嬢。
エピソード1

エピソード2

ポータブル

ミカ
- 声：大原さやか
- 27歳（生前の年齢及び外見上の年齢）

旧文明人の女性。現在は肉体を持たないが、その精神をプログラムに残し未だ生き続けている。
生前は精神の研究をしている学者でもあり、また数多くいるカムハーンの妃の中でも唯一彼に屈しないなど、一際目立った存在だった。だがその研究成果は悪用されることとなる。
彼女の肉体は現在のグラールにおけるヒューマンの素体となったとされている。それ故、グラールの全ての命を我が子として愛している。
ポータブル2
過去ではリュクロス内部にその存在が記録されており、そこでSEEDフォームに殺害されたエミリアを蘇生させ、以降はエミリアの体内に精神プログラムを移動させている。後、レリクス内でエミリアをかばい致命傷を負ったプレイヤー（ポータブル2）を回復させる一助となる。
カムハーンによる「今のグラールの人々の肉体を乗っ取って復活する」という計画を阻止する為に行動していた。
ストーリー終盤、カムハーンに捕らえられ亜空間に葬られたかに思えたが、その拷苦にさえ屈せず、カムハーンから亜空間の制御を切り離し再生能力を喪失させる。そして戦いの最中、プレイヤーに「この先ずっとエミリアを守って」と言い残し、微笑みながらエミリアに見送られる。
トゥルーエンドの際は、最終決戦の場となった亜空間「マガハラ」全域にテティの花を咲かせた。これはもうグラール現代には存在しない花だったとされる。
口調から年上に見られることを気にしていたようで、それを切っ掛けにエミリアの口調を真似した際には周囲の反応にショックを受けていた。

ミカリス・ゲイド
- 女性キャスト

エピソード1

エピソード2

ミクア・テスラン
- 女性ヒューマン

エピソード1

ミシェク・ポード
- 男性ヒューマン

エピソード1

ミレイ・ミクナ
- 女性ニューマン
- 17歳（エピソード1時）
- 声：折笠富美子

グラール教団の幻視の巫女でカレンの双子の妹。
エピソード1
父であるドウギによってカレンの持つテクニックの力を注ぎ込まれていた。
カレンの生命力をも自身に注ぎ込もうとするドウギの目論みを阻止するためにイーサンに同行する。
結果として逆上したドウギによって殺害され、秘密裏にカレンが地位と名前を受け継ぐことになる。

ムトール・ゴエス
テノラ・ワークスの創設者。設定のみの存在。
メフォン・リード
- 女性ビースト

## ヤ行
ユート・ユン・ユンカース
- 男性ニューマン
- 15歳（ポータブル2時）
- 声：沢城みゆき

惑星モトゥブに住むカーシュ族の少年。ニューマンの母とビーストの父を持つハーフであるためか、フォトンの感応力に優れる（彼はこれを“におい”と表現している）。
3年前のSEED事変の折に両親を、それからしばらくして兄を亡くしたため、兄に追いつこうと無鉄砲な一面を見せる。
ポータブル2
カーシュ族の集落に近づいたプレイヤーを敵と見なして戦闘になる。倒した後は、クラッド6で意識を取り戻しリトルウィングの一員となる。
プリンが大好物で、エミリアによくおごってもらっている他、ヴィヴィアンのことを「白い旅人」と呼んで慕っている。

ヨークス・メルトン
- 女性ヒューマン

エピソード1

エピソード2

## ラ行
ライア・マルチネス
- 女性ビースト
- 24歳（エピソード2時）、27歳（ポータブル2時）
- 声：甲斐田裕子

オーベル・ダルガンの養子。同じく養子としてヒューマン、ニューマン、キャストの兄弟がそれぞれ1人ずつ居たが、彼女を残して全員殉職している。
気の荒い性格であり同盟軍からは嫌われており、そのためHIVE3号の名称は彼女の名前が当てられている。
ポータブル
主人公（プレイヤー）の指導教官だった。
ストーリーモード第一章でヴィヴィアンと共に任務に同行するが、その後は二度のサブイベント以外は登場しない。
第八章クリア後にGコロニーのアイテムショップにいる。
エピソード2
実質的な主人公。プレイヤーと共にイーサン・ウェーバー捜索からイルミナスへと近づいていく。
エピソード3
エピソード2の終盤で起きた大事件の後に思い悩むあまり一時行方をくらませていたが、プレイヤーと仲間達の説得によって立ち直りガーディアンズコロニーへ帰還。殉職したダルガン前総裁の遺志を継いで新総裁に就任する。
組織のトップでありながら前線に赴くといったこともあったが、次第に立場の重要さを理解し、信頼しているプレイヤーに任せることが多くなる。
ポータブル2
亜空間事件の際にテレビで演説を行い、グラールの人々を奮起させる。

リィナ・スカヤ（リィナ・リマ）
- 女性小ビースト
- 22歳（エピソード1時）、25歳（ポータブル2時）
- 声：永田亮子

エピソード1
宇宙海賊「タイラー一味」の一人で、宇宙船「ランディール号」の副艦長。トニオの幼なじみで、トニオからはローグスを抜けるよう言われている。
ポータブル
タイラーともに他勢力のローグスに拘束されていたところを、プレイヤーとトニオによって助けられる。
アークガルドの幻影

エピソード2
ストーリーの随所に何度か出てくる。
エピソード3
ストーリーの中で何度か出てくる。優しすぎる性格からタイラーのパートナーに相応しくないと悩んでいるところでトニオに告白される。
ポータブル2
ローグスを抜けてトニオ・リマと結婚。リマ姓の夫婦でフリーの傭兵活動をしている。
ガーディアンズへの入隊を希望していたが、元ローグスということで入隊は叶わなかった（そのため、同時期にトニオも除隊している）。
各地で起こっている失踪事件の調査をしていくうちに、「リトルウィング」のスカウトを受けそこに所属することになる。
エクストラシナリオにおいて、トニオとの子供を懐妊していることが判明する。

リコ・タイレル
- 女性ヒューマン
- 声：水樹奈々

『ファンタシースターオンライン』からのゲスト。グラールとは別の星の住人。
インフィニティ
トゥルーエンドで出現するサイドストーリーに登場。
ナギサとは一見無関係なように見えるが、なぜか当人同士のみ理解しあえる共通項を感じている模様である。

ルウ
- 女性キャスト
- 声：川澄綾子

総合調査部に所属するガーディアン。ホスト・ルウを起点とした量産型キャストであり、ガーディアンズコロニーだけではなく各惑星に同型の個体が複数存在する。
基本的には感情を表に出すことはなく機械的に応対するが、その内には人間同様の熱いものを秘めている。
複数存在するボディは用途別に複数種類存在する模様で、ミッション同行用の戦闘タイプもいる（プレイヤーへのメールより）。
エピソード1
初めは自ら感情を制御していたが、イーサンと行動を共にしていくうちにだんだんと感情表現をするようになった。
ポータブル
HIVEへの潜入の際にプレーヤーに同行。
アークガルドの幻影

エピソード2
エピソード中何度か登場、あるいは同行するが、基本的に会うたびに違う個体となっている。
最終章ではキャストにも感染する強化SEEDウィルスにホスト・ルウ以外のすべてのルウが感染し暴走。ホスト・ルウ一体を残して全機ダウンしてしまった。
なお、暴走した際のルウは単機でガーディアンを何十人も撃破する程の戦闘能力を発揮したとのことである。
エピソード3
第一章の追加エピソードで機能停止状態のルウ256号が確認され、後にそのルウが復帰第一号として戦線復帰。
ストーリーの展開次第では、ヴィヴィアンの人格がパーソナルハッキングによりルウのボディを借りて登場する。
また、あるストーリーではルミアにイーサンのことが好きなのではと尋ねられて珍しく焦りまくっていた。
ポータブル2
ガーディアンズの総合調査部部長に就任し、ルミアの直属の上司となっている。失踪したエミリアを捜索するためにマヤと共にクラッド6を訪れる。
SEED事変中までのルウのメンテナンス担当や、今作で登場するボディの基礎設計理論をエミリアが手掛けていたことが明かされる。
その際エミリアに変な理由でツノを取り付けられたことが気に入らないらしく、感情にこそ出してはいなかったが、マガシの修理の際に同様の用途不明の材料を使用したことで総裁にしぼられてもらうとエミリアを連行している。

ルカイム・ネーヴ
- 男性キャスト
- 178歳（エピソード1時）
- 声：永井一郎

ガーディアンズ訓練校の校長。オーベル、オルソンとは古い戦友。
高い戦闘能力を持つが「突発性機能停止症候群」を患っているため、動きが突然止まってしまうことがある。
「コンディションチェック」と言いつつ女性の尻を触り、ヒンシュクを買うこともしばしば。
エピソード1

ポータブル
上記のコンディションチェック（セクハラ）が過ぎたため、3か月は女性に訴えられる訳にはいかない状況になっており、第一章では行っていない。しかし直後のサブイベントでライアに行っており、追われている。
若い頃の体験から「尻こそが至上の美」と結論づけており、ライアが冗談で言ったこと（尻が好きなら総裁の尻でも触っていろ）を納得し、ドン引きされる。
ヘルガと初対面した時にも尻に執着した発言は相変わらずで、彼女をドン引きさせるに至った。
アークガルドの幻影

エピソード2
「コンディションチェック」の一件でライアから嫌われており、「今度尻を触ったらどんな状況だろうと即座に任務を降りる」とライアに宣言され、そのミッション中は「コンディションチェック」をしなかったが、そのしばらく後の別のミッションの前に行っている。
最終章ではSEEDウィルスに感染し暴走。プレイヤーとライアとレオの三人がかりでもまったく歯が立たないほどの戦闘力を見せつけるも、「突発性機能停止症候群」の発作によって機能停止に陥る。
その後カーツの戦艦がガーディアンズコロニーに突っ込んだ際の衝撃で復活し、ダルガン総裁に襲い掛かるもまたしても発作によって機能停止する。そのままコロニーが落下し、行方不明となる。
なお、プレイヤーが女性の場合であってもプレイヤーに対してはなぜか「コンディションチェック」を行っていない。
エピソード3
コロニー落下に巻き込まれ死亡したと思われていたが、ダルガン総裁が衝撃吸収材などで守っていたためか生存。
総裁となったライアを片腕としてサポートする。
なお、再起動前に脳の冷却のために一度機能を停止させていたのをクランプが死亡したと勘違いして一騒動あった。
外見こそ同じだが、完全換装によってルウ曰く0.4%ほどの性能アップが実現したらしい（0.4%は一見微々たるものだが、ネーヴの場合それだけでも大変なことらしい）。
赤ん坊だったころからライアを見続けており、キャストに生まれてよかったと思っているとのことで、ライアには「私がばあさんになって死ぬところまで見届けてくれよ」と言われるなど、なんだかんだ言って仲はいいらしい。
なお、最終決戦の前にまたしてもライアに「コンディションチェック」をしようとするが、回避されてしまう。
ネットワークモード・サービス終期集合広場
女性限定かは不明だが、「このわしに尻を取らせんとはやるのう」と発言しており、どうやら見えないところでプレイヤーに対しても「コンディションチェック」をしようとしてはいたが、ことごとく回避されていたらしいことを明かしている。

ルドルフ・ランツ
- 男性ヒューマン

イルミナスの代表。
アークガルドの幻影

エピソード3
本人は登場せず、ハウザーの口から殺害されたことを告げられるのみ。

ルミア・ウェーバー
- 女性ヒューマン
- 13歳（エピソード1時）、17歳（ポータブル2時）
- 声：川澄綾子

イーサンの妹。
ウェーバー家の血筋か、優秀な素質を秘めており、我流の荒削りな戦闘スタイルながらもかなりの実力を発揮している。
エピソード1
幼さ故、無邪気にイーサンを振り回す。
イーサンがエンドラム機関との遭遇でショックを受けていた際は懸命に励ましイーサンが立ち直る切っ掛けとなる。
後半ではガーディアンズへの入隊を考え、ヒューガに相談を持ち掛けている。
ポータブル
イーサンとヒューガの日常的な会話中に名前だけが出るのみである。
アークガルドの幻影
イーサンへの人質としてイルミナスに拉致されそうになるが、イーサンにより助けられる。
エピソード2
あるストーリーでミッション中の救助対象者とは別の要救助者として登場する。
エピソード3
入隊条件である満14歳となっており、ガーディアンズ再建に際し「研修生」としてプレイヤーの弟子となった。
その入隊に際し、マヤからお下がりのガーディアンスーツを譲り受ける。
初めはガーディアンズとしての心構えに疑問を持ったり、厳しい現実を目の当たりにして落ち込んだりしたが、ライアらに諭され成長していく。
グラール教団のLSSの調査の際はライア風の強制捜査を提案してヒューガに驚かれている。
ストーリーの展開次第ではハウザーらによってダークファルスの憑代の一人とされる。
テクニックに関して強い適性がある模様で、ハウザーから父オルソンをかばって発動したテクニックにより、ハウザーにとどめを刺した。
ポータブル2
一人前のガーディアンズに成長し、ガーディアンズの総合調査部に所属。
3年前とは髪型を変えており、短いツインテールからロングヘアーとなった。新しいガーディアンズの制服のせいもあってか、性格も元気で明るい女の子から冷静で絵に描いたような真面目な女性となっている。
「グラール教団」の施設で行われた亜空間発生実験の護衛を行っている時にエミリアとプレイヤー（ポータブル2）に出会った際、エミリアと口論になったことでエミリアと張り合うようになる。
兄である「イーサン」に対して尊敬していると同時に強いコンプレックスを抱いている。彼本人の前では昔と変わらない様子も見せており、雪崩にあってパニックを起こすなど子供っぽさは抜けきっていない。しかしエミリアとプレイヤーなど、彼女を「英雄の妹」ではなく「ルミア」そのものとして向き合った二人には段々心を許していく。
亜空間を巡る戦いが終結した後、エミリアとは友人関係に至っている。またエピソード3時代の経験もあってか、ガーディアンズでは早くも『鬼教官』と呼ばれるようになったらしい。
インフィニティ
ストーリー中盤で登場する。
第4章では競泳水着姿を披露するが、年下のエミリアに「薄い」ことを指摘されると同時に、眼前にナギサという大きな壁が聳え立つこととなりあえなく轟沈。
サイドストーリーではエミリア、シズル、ユートと組んで大星霊祭に参加していたが、イーサンと鉢合わせした際に兄より優れているところを見せたいと「どりゃああああああ！！」と咆哮しながら先行していった。

レイナ
- 女性ニューマン
- 声：能登麻美子

ガーディアンズニューデイズ支部受付嬢。
エピソード1

レオジーニョ・サントサ・ベラフォート
- 男性ビースト
- 31歳（エピソード1時）、33歳（ポータブル2時）
- 声：小山力也

ガーディアンズに所属する大柄なビーストで落ち着きがあり、面倒見が良い。
元コロニー常駐警護部で、ライアの元指導教官だった。SEED襲来の際に機動警護部へ転属志願し今に至る。
通称は「レオ」だがイーサンからは終始「オッサン」呼ばわりされる。
メインキャラの中ではイーサンと最初に出会うことになるガーディアンズ。家族がおり、妻も元ガーディアンズ。
エピソード1
SEED初襲来の際にイーサンと連携し、救助を遂行する。後に成長したイーサンと再会し、臨時の指導教官を勤める。
ポータブル
モトゥブでのローグスの勢力調査で同行する。
直前にマナの態度を見ていてビーストは粗暴だと思いこんでいたヴィヴィアンに「印象が全然違う」と驚かれた。
墜落したシャトルの生存者を巡ってタイラーと取引をした。
アークガルドの幻影

エピソード2
HIVE内でプレーヤー達に救出され、その後ストーリー内で何度か登場する。
エピソード3
ストーリーのあちこちで登場する。
ネットワークモード・サービス終期集合広場
ライアの計らいで、近々前線から退くことが決まっているとのことである。
ポータブル2
エクストラミッションでイーサンとカレンの会話に名前のみ、及びトゥルーエンドのエピローグのムービー内で登場。

レムリア・ノルフェ
- 女性キャスト
- 20歳（エピソード1時）
- 声：能登麻美子

グリングリンファームで働いている女性キャスト。同時に、両親のいないカラムの保護者的存在。
キャストであることでカラムに嫌われていたが、自身のカラムと向き合った態度により徐々に彼の心を開いていき、後にカラムに理解され親同然といえるほど慕われる存在となる。
エピソード1
ポータブル
ラフォン草原の農場エリアの原生生物が暴走した際に行方不明になってしまうが、プレイヤーによって救助される。

レンヴォルト・マガシ
- 男性キャスト
- 67歳（エピソード1時）
- 声：若本規夫

同盟軍特務機関「エンドラム機関」のレリクス統括管理部隊隊長。
その正体はカール・フリードリヒ・ハウザーのコピーキャストであり、無数に存在する。
イルミナスのクローン技術安定までの繋ぎであったらしく、用済みとなった場合は処分されることが宿命付けられていた。
ハウザーのコピーである通り誘拐と恐喝が特技であるのだが、実は恩や義理は大事にするという律儀なところもある。
殆どは敵対者としての登場が主だが、ポータブル1以外ではストーリー終盤以降にパートナーカードを手に入れることができる。パートナーカード取得条件の難易度は他のキャラよりも高めで、それに見合った強力な戦力を持っている。
エピソード1
Aフォトン研究者の拉致なども行っていたがイーサン・ウェーバーとの戦いに敗れる。
本来はハウザーに忠実な捨て駒だったが、その敗戦を切っ掛けに自分の自我に気付く。
復讐心に駆られイルミナスの計画には無い行動を起こす等暴走するが、HIVE1号で再びイーサン・ウェーバーに敗れた後、ハウザーに粛清された。
ポータブル
作中には登場しない。ビジフォンの人物説明及び、ある武器アイテムのモチーフ・効果音のみ。
エピソード2
イルミナスの一員としてガーディアンズと敵対する。
HIVEでの件でこれまでのマガシは粛清され、エピソード2以降にモンスターとして登場する個体はこれまでの記憶や経験を持たない新シリーズとなっているため、戦闘能力などがエピソード1の時よりも劣る。
エピソード3
ハウザーの手先として集団で襲い掛かってくる。
しかしそのうちの1体が、エピソード1のマガシがハウザーの目を盗み自分の記憶などを移していた個体であり、忠実な振りをして潜伏していた。
その個体は「闇を裂く絶対殲滅戦」の作戦中にヘルガに追われており、またピンチになっていたルミアを助けて以来、彼女から慕われるようになる。
ポータブル2
具現化現象によって自身の記憶にあるイルミナスの施設が具現化されており、その調査に来たリトルウィングによって救助される。
その際エミリアによって最新の状態に設計し直され、その改造費・部品代・救助されたことへの謝礼金などを払うため、仕方なくリトルウィングの一員となる。
同作内の掛け合いでは、全体的にネタキャラ的な立ち位置にされている（ウルスラ、チェルシーにタジタジになり、ヴィヴィアンにおちょくられ、ルミアにはPSUエピソード3同様に「おじさん」と呼ばれている）。
また頼んでもいないのに変なツノを取り付けられたことが気に入らず、エミリアに「助けられた恩がなければ今すぐにでも切り刻んでやるところだ」と言っている。

ロブリル・マナート
- ヒューマン

ガーディアンズの一員だがイルミナスの内通者。
エピソード2

ロル・メドク
- 女性ビースト

エピソード1

## ワ行
ワイナール
- 声：三木眞一郎

ナギサに精神を宿している旧文明人。ミカとは深い関係にあり、生前は学者だった。陽気な性格だが、思慮深く冷静な部分もあり、ナギサを諌めることもある。
自分達の王であるカムハーンに対する忠誠心は皆無で、むしろ馬鹿呼ばわりしている。
インフィニティ
ナギサのパートナーとして、様々な助言を彼女に与えるが、非常識な言動に振り回されることもしばしば。
露出の多い服装は旧文明人の礼装といえるものでミカも同様だったのだが、その見た目からエミリアからは変態呼ばわりされている。
パルムのデネス・レリクス内部のレッドタブレットに眠っていたが、カムハーンはそれを手に入れるために記憶の具現化によって過去のレリクスを再現していた。
ミカの弟であるという事実はトゥルーエンドでしか発言されない。